# Edwin Maria Landau
Edwin Maria Landau (geboren am 20. September 1904 in Koblenz; gestorben am 2. Januar 2001 in Zürich) war ein deutsch-schweizerischer literarischer Übersetzer, vor allem der Werke Claudels. Bis 1935 war er Verleger in Berlin.

## Leben
Edwin Maria Landaus Vater Edwin Landau war Amtsgerichtsrat am Amtsgericht Koblenz und bewohnte in Koblenz das repräsentative Haus Neustadt 4 gegenüber dem Gerichtsgebäude. Edwin M. Landau studierte Literatur, Kunstgeschichte und Philosophie und wurde 1927 mit einer Dissertation über Karl Wolfskehl an der Universität Breslau zum Dr. phil. promoviert. Nach einer zusätzlichen Ausbildung zum Verlagsbuchhändler von 1927 bis 1929 und einer Anstellung als Direktionssekretär bei der Deutschen Verlags-Anstalt Berlin von 1929 bis 1930 gründete er 1931 mit Wolfgang Frommel in Berlin den Verlag Die Runde. Der Ausschluss aus der Reichsschrifttumskammer wegen seiner jüdischen Herkunft bewirkte 1935, dass Landau die Mitarbeit im Verlag aufgeben musste.

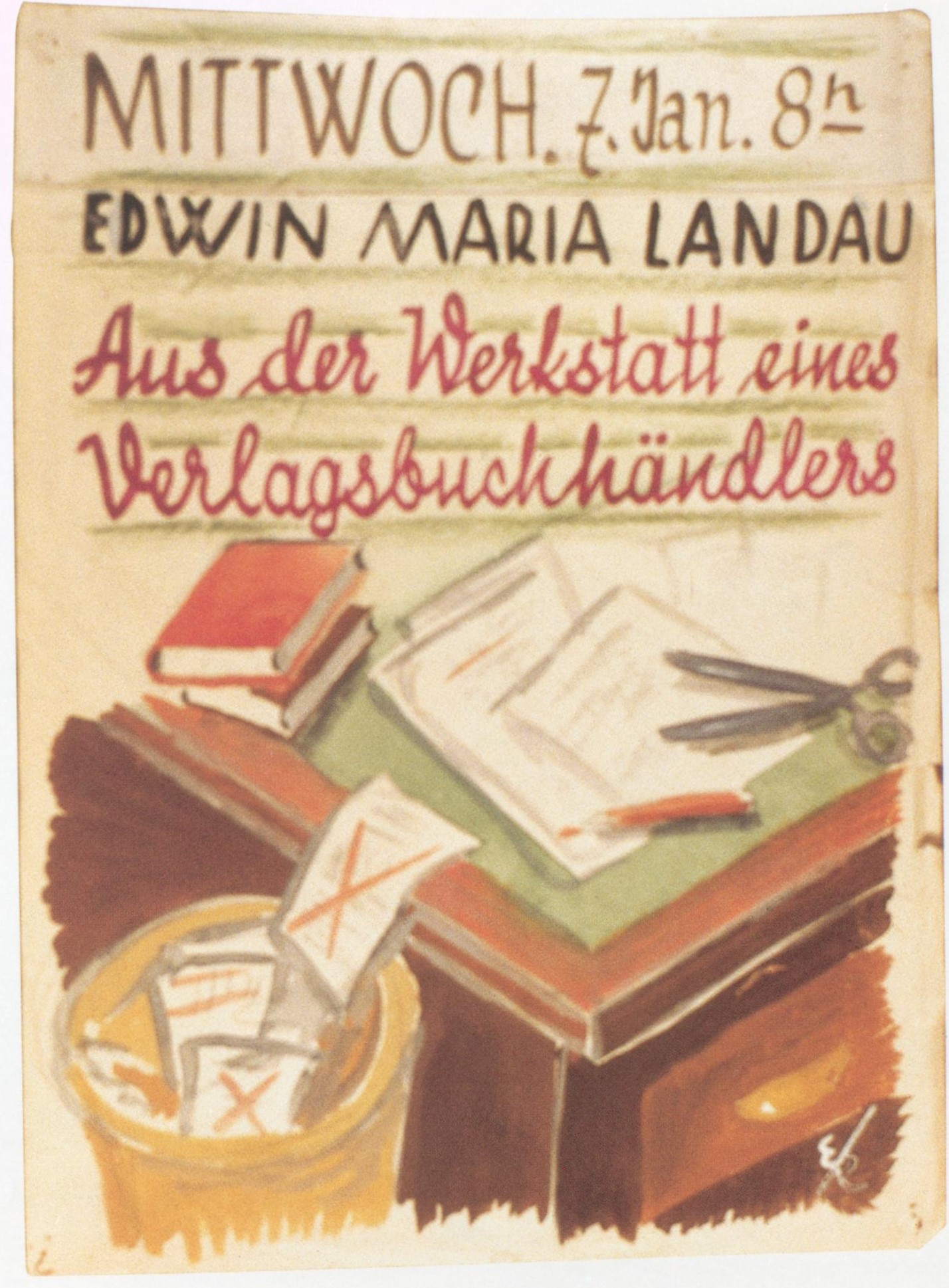
Plakat von Emmanuel Kirz: Landau hält 1942 Vorträge im Camp des Milles.

Im Januar 1938 emigrierte Edwin M. Landau nach London und verblieb auf einer Rückreise aus der Schweiz bei Ausbruch des Zweiten Weltkrieges im September 1939 in Frankreich. Er wurde als Deutscher im Camp de Gurs interniert und kam 1941 ins Lager Les Milles, weil durch Vermittlung Thomas Manns ein Danger-Visum bereitstand, die Ausreise in die USA scheiterte allerdings. Er konnte aus dem Arbeitslager in Salin-de-Giraud entfliehen, versteckte sich in einem katholischen Seminar für Spätberufene und erhielt nach mehreren Anläufen im März 1943 in der Schweiz politisches Asyl, die Schweizer hatten ihn beim ersten Versuch ins Gefängnis gesteckt und dann wieder nach Frankreich ausgeschafft. Sein Vater war 1941 gestorben, seine Mutter Julie Landau entschied sich in Berlin angesichts der drohenden Deportation am 7. Juli 1942 für den Freitod. Landaus Schwester Ilse (* 1902), verheiratet mit dem Landgerichtsdirektor Friedrich Oppler, war im August 1940 nach Brasilien geflohen.
Landau blieb nach Kriegsende in der Schweiz, heiratete dort und erhielt 1956 die Schweizer Staatsbürgerschaft. Er war zunächst als Übersetzer und Herausgeber einer deutschen sechsbändigen Ausgabe der Werke Paul Claudels tätig und gründete 1974 die Association Suisse des Amis de Paul Claudel. Das „Centre Européen d'Etudes Paul Claudel“ der Universität Zürich wurde von ihm später mit seiner Bücher- und Schriftensammlung ausgestattet. Landau übersetzte Werke von Pierre Corneille, Thomas Corneille, Jean Racine, Molière, Stéphane Mallarmé, Jean Cocteau, John Hersey und des Kardinals Jean Daniélou ins Deutsche. Von 1976 bis 1983 gab er die Werke Reinhold Schneiders heraus und war seit 1981 Präsident der Reinhold-Schneider-Gesellschaft in Freiburg im Breisgau. Sein Wohnort war Zürich. Durch Schenkung seiner Sammlung war er Begründer des Internationalen Claudel-Forschungszentrums an der Universität Zürich. Er war zudem Präsident der Schweizer Gesellschaft der Freunde Paul Claudels. 1991 gab er mit Samuel Schmitt ein Buch mit Zeugenaussagen über die Internierungslager in Frankreich heraus, im Wesentlichen über Gurs und Les Milles.
Landau war Mitglied des PEN-Zentrums deutschsprachiger Autoren im Ausland.

## Ehrungen
- 1970: Offizierskreuz des französischen Ordens Arts et Lettres
- 1977 Johann-Heinrich-Voß-Preis für Übersetzung
- 1983 Kulturpreis der Stadt Koblenz.

## Werke
- Karl Wolfskehl, Berlin-Charlottenburg 1928 (unter dem Namen Edwin Landau)
- Das Wunder der Wandlung, Berlin-Charlottenburg 1928 (unter dem Namen Edwin Landau)
- Huldigung, Berlin 1931 (unter dem Namen Edwin Landau)
- Paul Claudel, Velber b. Hannover 1966
- Reinhold Schneider, Friede – Geschichte – Glaube, Schwerte 1985 (zusammen mit Pirmin Meier und Carsten Peter Thiede)
- Paul Claudel auf deutschsprachigen Bühnen, München 1986
- Verlorene Wege, bleibende Wege, Paderborn 1994

## Herausgeberschaft
- Paul Claudel: Gesammelte Werke, Heidelberg
  - 1. Gedichte, 1963
  - 2. Dramen, 1959
  - 3. Dramen, 1958
  - 4. Länder und Welten, 1960
  - 5. Kritische Schriften, 1958
  - 6. Religion, 1962
- Reinhold Schneider: Gesammelte Werke, Frankfurt am Main
  - 1. Camoes oder Untergang und Vollendung der portugiesischen Macht, 1982
  - 2. Das Inselreich, 1979
  - 3. Der große Verzicht, 1978
  - 4. Zeugen im Feuer, 1979
  - 5. Lyrik, 1981
  - 6. Dem lebendigen Geist, 1980
  - 7. Geschichte und Landschaft, 1980
  - 8. Schwert und Friede, 1977
  - 9. Das Unzerstörbare, 1978
  - 10. Die Zeit in uns, 1978
- Reinhold Schneider: Tagebuch, Frankfurt am Main 1983
- Paul Claudel: Paul Claudel. Zürich 1988.
- Lager in Frankreich, Mannheim 1991 (herausgegeben zusammen mit Samuel Schmitt)

## Übersetzungen
- Jean Amrouche: Gespräche mit Paul Claudel, Heidelberg 1958
- Jean-Louis Barrault: Adieu à Claudel, Viernheim 1956
- Hilaire Belloc: Marie Antoinette, Baden-Baden [u. a.] 1952 (übersetzt zusammen mit Felix Stössinger)
- Paul Claudel: Ausgewählte Prosa, Einsiedeln [u. a.] 1949
- Paul Claudel: Das Buch von Christoph Columbus, Stuttgart 1961
- Paul Claudel: Gedanken zur Dichtung, München [u. a.] 1967
- Paul Claudel: Heilige unserer Zeit, Einsiedeln [u. a.] 1956
- Paul Claudel: Ich glaube an Gott, Würzburg 1969
- Paul Claudel: Kleines geistliches Tierbuch, Zürich 1956
- Paul Claudel: Mariä Verkündigung, Leipzig 1968
- Paul Claudel: Mittagswende, Berlin 1960
- Paul Claudel: Der Tausch, Köln [u. a.] 1956
- Paul Claudel: Vom Sichtbaren und Unsichtbaren, München 1962
- Lucien Clergue: Poesie der Photographie, Köln 1960
- Lucien Clergue: Toros muertos, Stuttgart 1963
- Jean Cocteau: Colette, Frankfurt am Main 1978
- Jean Daniélou: Vom Heil der Völker, Frankfurt/M. 1952 (übersetzt zusammen mit Friedhelm Kemp)
- John Hersey: Die Mauer, Zürich 1951 (übersetzt zusammen mit Ernst Bucher)
- Francis Jammes: Jonquille, Zürich 1956
- Louis Madelin: Royalismus und Revolution, Basel 1938
- Joseph Malègue: Augustin, Einsiedeln [u. a.] 1956
- Stéphane Mallarmé: Eines Faunen Nachmittag, Zürich 1948
- Molière: Klassische Komödien, München [u. a.] 1971
- Michel de Montaigne: Essays, Zürich 1949
- Jean Vauthier: Theaterstücke, Neuwied a. Rh. [u. a.] 1961 (übersetzt zusammen mit Elmar Tophoven und Herbert Meier)